# Calibano (Marvel Comics)
Calibano (Caliban) è un personaggio immaginario dei fumetti creato da Chris Claremont (testi) e Dave Cockrum (disegni), pubblicato dalla Marvel Comics. La sua prima apparizione avviene in The Uncanny X-Men (vol. 1) n. 148 (agosto 1981).

## Biografia
In origine Calibano faceva parte dei Morlock, i mutanti reietti che vivevano nelle fogne di New York City; il suo aspetto, tuttavia, lo rendeva isolato anche in mezzo ad essi e per questo i suoi compagni vollero trovargli moglie: la scelta ricadde su Shadowcat, ma quando Calibano capì che la ragazza non lo amava la lasciò e tra i due si instaurò una duratura amicizia.
Pensando che il potere di percepire gli altri mutanti fosse troppo poco decise di servire Apocalisse, che trasformò il mutante albino potenziandolo e donandogli superforza e super-resistenza.
Dopo la sconfitta di Apocalisse si unì alla X-Force, stringendo una grande amicizia con Warpath.
Durante Civil War si unisce a Domino e Shatterstar per salvare i 198 e in seguito si stabilisce nel campo adiacente alla villa Xavier.
Insieme a Pulce, un Morlock come lui, Calibano si dirige nelle fogne per trovare altri esuli ma Masque, tornato nella forma maschile dopo essere stato sfregiato e sconfitto da Tempesta e Callisto, lo trasforma nel mingherlino di un tempo togliendogli la superforza.

### Messiah Complex
Nel corso del crossover mutante Messiah Complex, Calibano, grazie al suo potere di percezione, è entrato a far parte della nuova X-Force, gruppo creato per l'occasione da Wolverine e raggruppante i migliori segugi mutanti. Tuttavia in uno scontro con i Reavers di Lady Deathstrike per salvare la vita a Warpath viene ucciso da un proiettile diretto a quest'ultimo e il suo corpo viene bruciato su una pira.

## Poteri ed abilità
Calibano, come afferma nel film Logan: The Wolverine (2017), non è un veggente ma è come un cane da tartufi, ovvero è in grado di individuare i superpoteri di qualcuno e di riconoscerne la natura e le caratteristiche.

## Altri media

### Cinema
Nella serie di film X-Men, Calibano compare per la prima volta, da giovane, in X-Men - Apocalisse (2016), interpretato da Tómas Lemarquis. Ricompare, da anziano, in Logan: The Wolverine (2017), stavolta interpretato da Stephen Merchant, dove aiuta Logan a prendersi cura di Charles Xavier, ormai invecchiato.

### Cartoni animati
Calibano appare nella serie animata X-Men: Evolution.